# إريك ليندغرين (لاعب بوكر)
إريك ليندغرين (بالإنجليزية: Erick Lindgren)‏ هو لاعب بوكر أمريكي، ولد في 11 أغسطس 1976 في كاليفورنيا في الولايات المتحدة.